# Niuatoputapu
Niuatoputapu est une île des Tonga, dans l'océan Pacifique. Peuplée par des populations Lapita vers 3000-2800 av. J.-C, l'île fait ensuite partie du cœur historique de la Polynésie, avec les îles de 'Uvea, Futuna, Samoa et le reste des Tonga. Les habitants développent une langue propre avant d'être conquis par les tongiens vers le XVe siècle, même si l'île reste relativement indépendante. Elle est abordée par des navigateurs hollandais qui la surnomment « île des traîtres », puis par le capitaine Samuel Wallis qui la nomme « Keppel Island ».
C'est une île volcanique érodée de 18km², entourée par un petit lagon au nord et un récif frangeant au sud . Située à 6,5 km de Tafahi, elle fait partie du groupe des Niuas.

## Toponymie
Le nom autochtone de l'île est Niuatoputapu (parfois retranscrit Niuatobutabu par certains auteurs anglophones du XIXe siècle). D'après Paul Geraghty et Jan Tent, ce nom dérive du terme (proto-polynésien) niu, « noix de coco » auquel se rajoute le suffixe -a, signifiant « rempli de », en raison de l'abondance des noix de coco sur l'île.
L'île a également été nommée « île des traîtres » (Verraders Eylant en néerlandais) par Jacob Le Maire et Willem Schouten en 1616 (à cause d'une embuscade subie par les Hollandais) et « île de l'Amiral Keppel » (en anglais : Admiral Keppel Island) par Samuel Wallis en 1767.

## Géographie

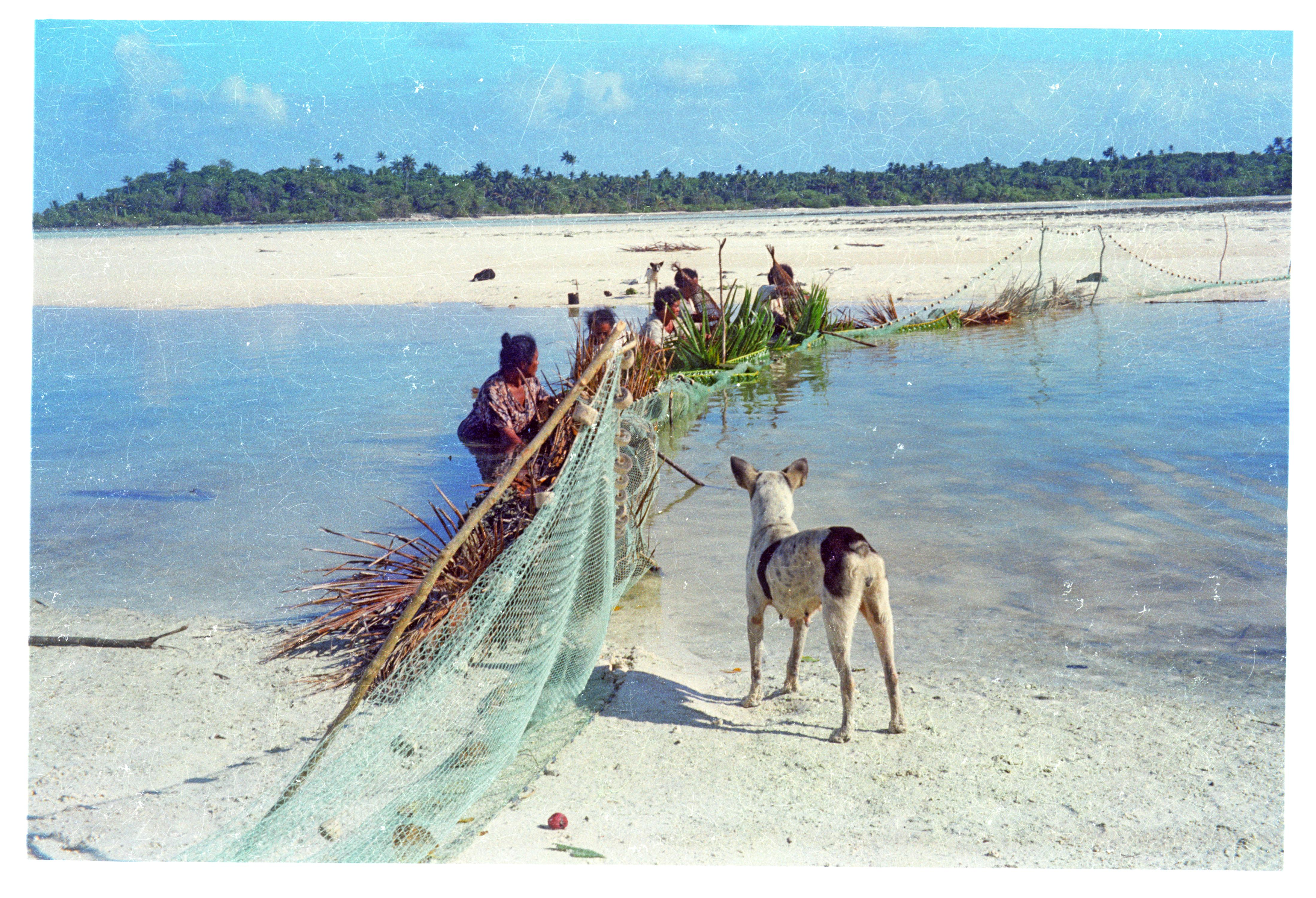
Des femmes du village de Hihifo font une pêche aukava à Fātea, près de l'îlot Nukuseilala, en 1969

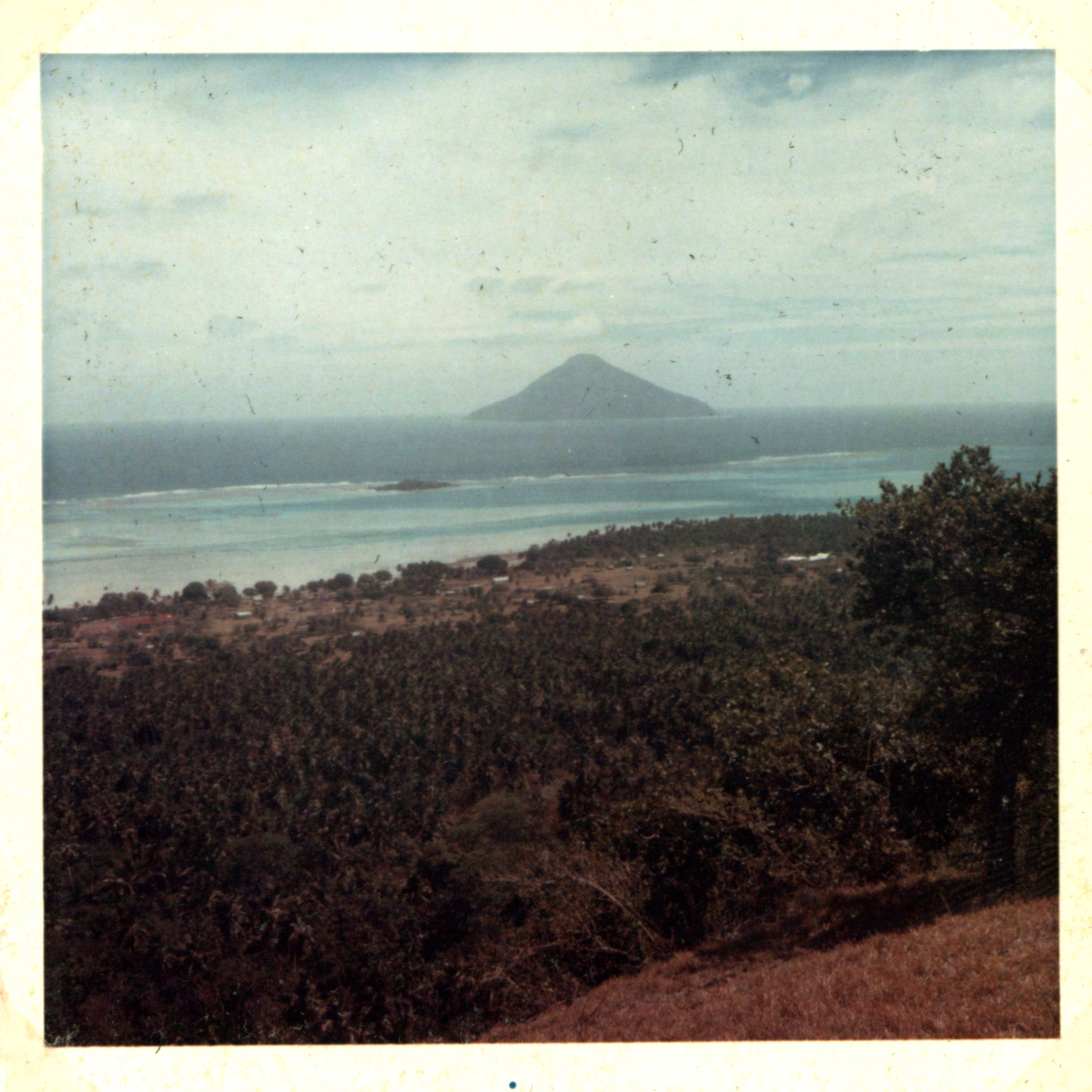
Tafahi et le village de Vaipoa vus depuis la crête centrale de l'île.

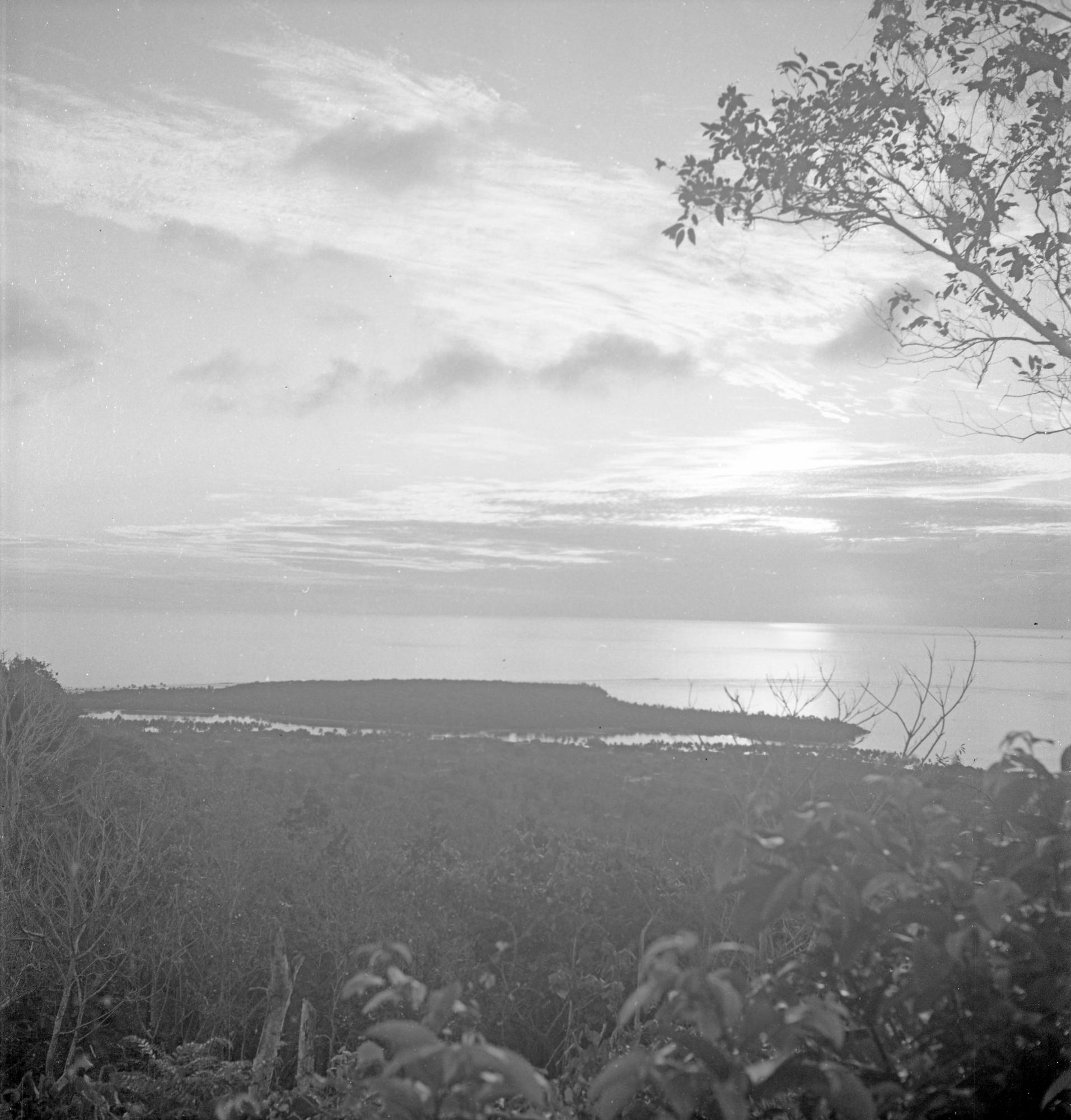
L'îlot de Hunganga vu depuis les hauteurs de l'île.

Niuatoputapu est une île triangulaire de 18 km². Elle possède un lagon au nord, au sein duquel se trouve le petit îlot Haka'utu'utu'u. Deux passes permettent aux bateaux de pénétrer dans le lagon. Au contraire, le sud de l'île est constitué d'un récif frangeant où il est impossible d'accoster. Au centre de l'île s'élève une colline d'origine volcanique, culminant à 157 mètres.
Le village de Hihifo est séparé par un bras de mer des îlots de Hunganga et Tavili. Un peu plus au sud se trouvent les îlots de Tufuna et Nukuseilala. A huit kilomètres au nord se trouve l'île de Tafahi.
L'île compte trois villages : Hihifo (qui concentre l'essentiel des bâtiments gouvernementaux), Vaipoa et Falehau, où se trouve un wharf permettant aux bateaux de débarquer. Un aérodrome avec une piste d’atterrissage est présent au sud de l'île, à trois kilomètres de Hihifo. Le reste de l'île est dédié aux cultures (notamment pour la production de coprah). 
Une forêt subsistait jusqu'en 2009, date à laquelle un tsunami l'a emporté.

## Histoire

### Formation de l'île
Selon la tradition orale compilée par Patrick D. Nunn (2003), Niuatoputapu aurait été pêchée par le dieu Maui, à l'instar de nombreuses autres îles de Polynésie.
L'île est d'origine volcanique, mais elle est entourée d'un récif corallien qui a progressivement émergé au fil des millénaires. Vers 3000 av. J.-C., le niveau de la mer était environ un mètre plus élevé qu'il ne l'est aujourd'hui. Vers la fin du 1er millénaire avant J.-C., le niveau des eaux commence à baisser, provoquant la disparition des coraux et l'avancée des terres. Cette augmentation soudaine de la surface disponible a profondément transformé l'île : les terres émergées ont été multipliées par quatre, tandis que le lagon a diminué de moitié.

### Premiers habitants: des Lapita aux Polynésiens
Les premiers habitants de Niuatoputapu sont des navigateurs issus de la civilisation Lapita, arrivés depuis les îles Salomon entre 3000 et 2800 av. J.-C.. Par la suite, ces Lapita évoluent progressivement pour former, avec les insulaires du reste des Tonga, de Samoa, Uvea et Futuna ce que Kirch et Green (2001) ont appelé la « société polynésienne ancestrale ». Niuatoputapu fait partie de cette zone que les Polynésiens considèrent comme leur foyer originel et qui a pris au fil du temps une dimension mythique. Pendant environ sept siècles, au 1er millénaire av. J.-C., ces îles partagent une culture commune et parlent la même langue, le proto-polynésien.
Ces habitants pêchent déjà à l'intérieur du lagon avec des filets et pratiquent l'agriculture (taros, ignames). Ils exploitent la noix de coco. Les fouilles archéologiques ont également montré que les Niuans mangeaient du cochon, qu'ils faisaient cuire dans un four en terre ('umu),. Leur organisation sociale était déjà élaborée et Kirch et Green notent que les Niuans avaient déjà des rituels. Les habitants célèbrent l'arrivée de la constellation des Pléiades (en proto-polynésien mataliki), qui marque le début d'un nouveau cycle des saisons. Cela correspond également à la période où les tortues vertes viennent déposer leurs œufs sur l'île, un moment sans doute fêté par les Niuans.
Niuatoputapu est alors intégrée dans un vaste réseau d'échanges interinsulaire avec les îles voisines de Niuafo'ou, 'Uvea, Futuna, Samoa et Tonga.

La différenciation linguistique du proto-polynésien en deux sous-groupes illustre la séparation des Polynésiens ancestraux en deux ensembles distincts.

Progressivement, deux groupes d'îles se forment : d'un côté, Uvea, Futuna, Samoa, Niuafo'ou, Niuatoputapu et Tafahi, qui parlent le proto-polynésien nucléaire, et de l'autre côté les îles du sud des Tonga (groupe de Vava'u, Ha'apai, Tongatapu) ainsi que Niue, qui développent le proto-tongique. La culture et la langue de Niuatoputapu étaient ainsi plus proches de Samoa que de Tonga,.
Le proto-polynésien originel se transforme ainsi en plusieurs langues distinctes : à Niuatoputapu émerge une langue autochtone, le niuatoputapu, qui a aujourd'hui disparu.

### Conquête tongienne
D'après la tradition orale, Niuatoputapu a été soumise par le souverain tongien  Kau'ulufonua fekai autour du XVe siècle : les Tongiens étendent alors leur influence dans de nombreuses îles de la région. Au XVIIe siècle, les Tongiens de la lignée du Tu'i Ha'atakalaua installent des gouverneurs à Niuatoputapu : ce sont les chefs de la lignée Mā‘atu, qui règnent jusqu'en 1934. Le premier s'appelait Latumailangi (« chef venu du ciel »). Pour Kirch, il était déjà sur l'île en 1616, tandis que pour Rogers, il est arrivé au moins 80 ans plus tard.
D'après la littérature orale recueillie par Wendy Pond, ces chefs Mā‘atu ont rapidement affirmé leur autonomie face au Tu‘i Tonga. L'île a d'ailleurs gagné le surnom de Niua-teke-vaka, « Niua qui repousse les bateaux », autrement dit qui repousse les navires tongiens qui voulaient accoster.
Néanmoins, l'influence tongienne a profondément transformé la société niuane : à partir du XVIIe-XVIIIe, le tongien a graduellement remplacé le niuatoputapu, jusqu'à la disparition de cette langue. Les emprunts linguistiques attestent d'intenses échanges entre l'île et le reste de l'archipel des Tonga. Les Niuans devaient notamment envoyer un tribut au Tu‘i Tonga.

### Premiers contacts européens

#### Jacob Le Maire et Willem Schouten (1616)

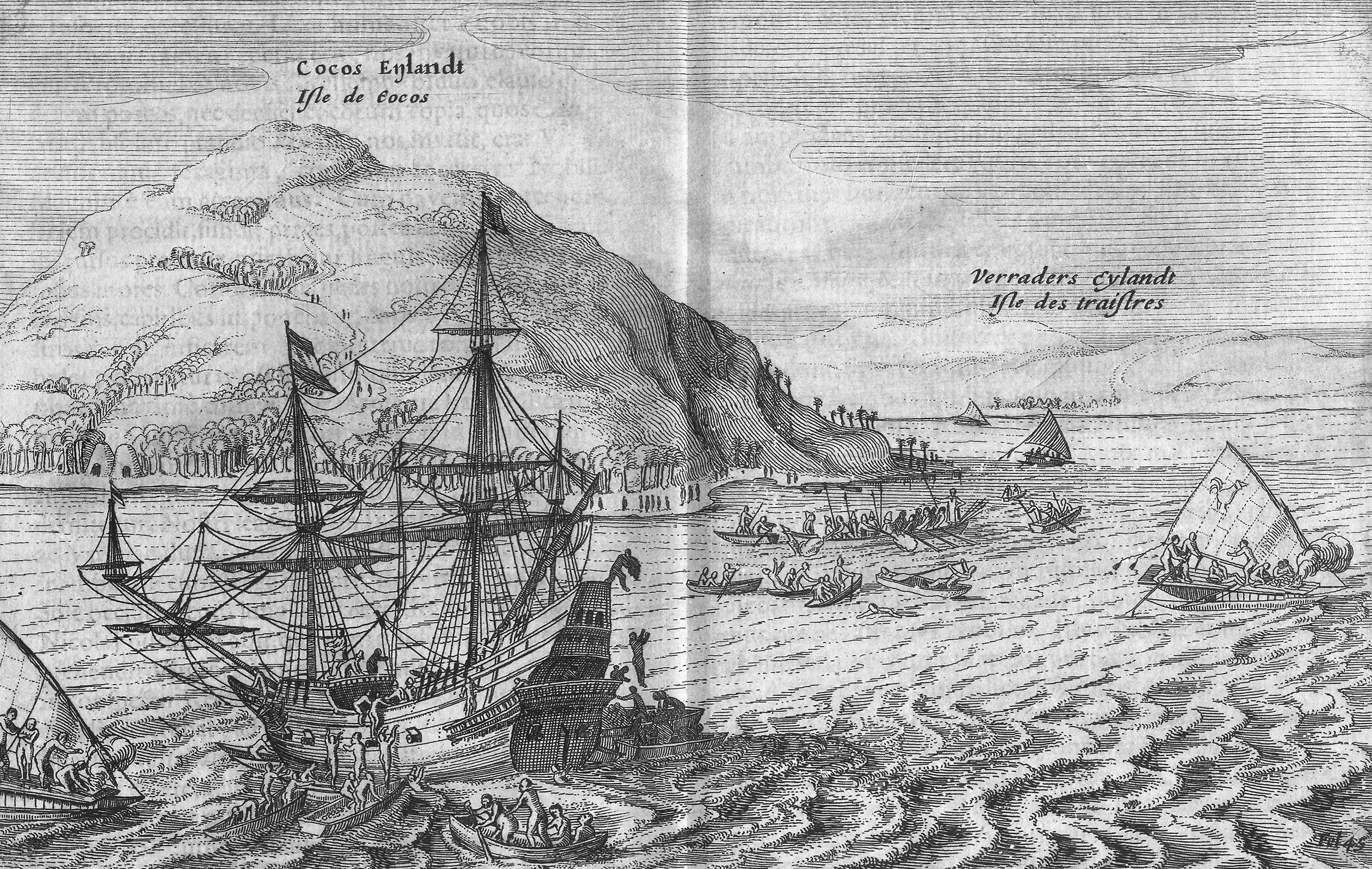
Les Hollandais Willem Schouten et Jacob le Maire, à bord de lEendracht, abordent Tafahi (nommée Cocos Eylant) et Niuatoputapu, qu'ils appellent Verraders Eylant (l'île des traîtres) à la suite d'une embuscade de la population, en 1616.

Les premiers européens à aborder l'île sont les navigateurs néerlandais William Schouten et Jacob le Maire en avril 1616. Ils abordent Tafahi, où ils échangent des noix de coco avec les habitants (ils baptisent Tafahi « l'île de Cocos »). Au départ, le contact est pacifique :
« Aussi tôt que nous fumes ancrez, vindret trois navires qui ça & là navigeoient alentour de notre bord, aussi 9 ou 10 canoes à bord, tant de la terre que des navires, entre autre y en avoit deux qui laissèrent voler deux baderoles blanches, & signe de paix, ce qu'aussi nous fimes ».
Mais rapidement, les locaux montent à bord d'une chaloupe hollandaise et se montrent menaçants : les hollandais répliquent au mousquet, blessant l'un d'eux. Les jours suivants, les relations s'améliorent : les marins troquent avec la population et ils rencontrent le chef de Niuatoputapu. Jacob Le Maire recueille une liste de mots de la langue niuatoputapu, qui constitue aujourd'hui la seule source permettant de connaître cette langue éteinte.
Schouten et Le Maire notent néanmoins de nombreux vols :
« Leurs canoes avoyent esté à nostre bord, ou nous les avions benignement traitéz, & receus amiablement. Ce peuple cy estoyent grands larrons, ils desroberent (...) [le] coussin [d'un matelot], sa couverture et son cassaque, les autres prenoyent des couteaux et tout ce quils pouvoyent rencontrer, avec quoy ils se ietoyent incontinent hors du bord & les emportoyent à nage »
Par la suite, de nombreux canoés en provenance de Niuatoputapu encerclent les Hollandais : ces derniers tirent au canon et au mousquet, faisant de nombreuses victimes, avant de repartir. À la suite de cette embuscade, le maire et Schouten nomment l'île Verraders Eylant, « l'île des Traîtres ».

#### Samuel Wallis (1767) et James Cook (1773)

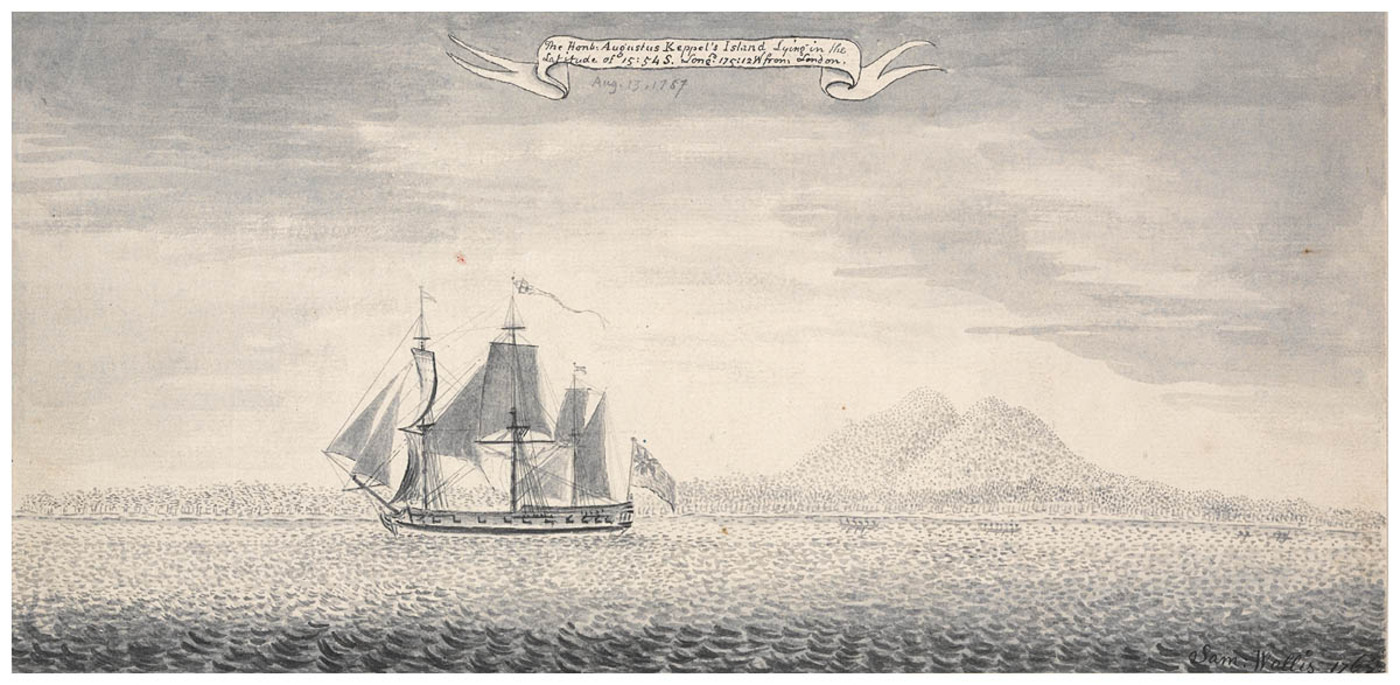
En 1767, Samuel Wallis passe à Niuatoputapu et la renomme en l'honneur de l'amiral Augustus Keppel.

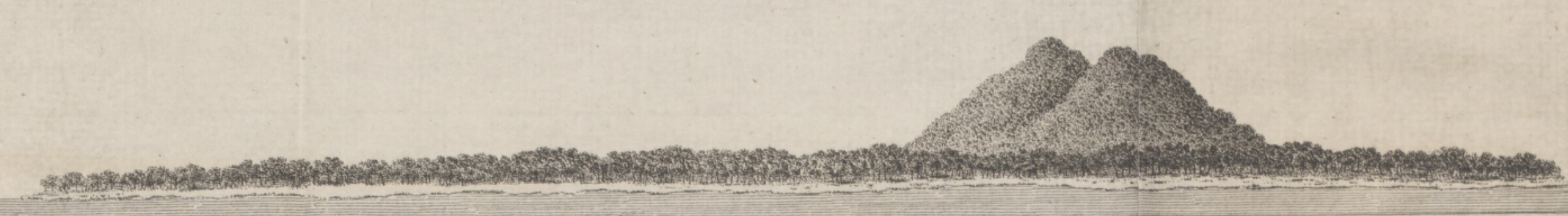
Dessin de Niuatoputapu (Admiral Keppel Island) vue depuis la côte par le capitaine James Cook en 1773.

Un siècle et demi plus tard, en 1767, le capitaine britannique Samuel Wallis aborde l'île. Il la nomme « l'île de l'Amiral Keppel » (Admiral Keppel Island) en l'honneur de l'amiral Augustus Keppel. Il échange notamment quelques clous qui seront retrouvés à Tongatapu (île principale des Tonga) par James Cook en 1773. Ces objets de valeur (les polynésiens ne connaissent pas le métal) ont été probablement offerts au souverain tongien par les Niuans, preuve des réseaux d'échanges importants entre l'île et le reste des Tonga.

#### Niuatoputapu vue par les explorateurs occidentaux
Lors de son passage sur l'île en juin 1871, John Moresby s'extasie devant la beauté de la nature et des habitants :
« the green paradise which rose from the still blue water before us (...) these emerald gems, shrined in by the summer sea, with sparkling beach, leafy shades, and a wealth—a waste of fruit and flower, seemed to me like scenes in a dream of peace and beauty (...) »
« Some of these men, lithe and strong as Apollo, with short curled lip, and keen eye, were models for a sculptor (...) Their stature, even that of the women, is far above the average, and their limbs are so symmetrical as to give an idea of undeteriorated physical perfection. The noble head is well set on the slender throat, over a massive shoulder, and every movement of the body, from the turn of the head to the poise of the shapely foot, is full of grace and strength ».
Un niuan, qui parle quelques mots d'anglais, guide le navire britannique. Moresby rencontre également un Allemand, le seul occidental sur l'île à l'époque.

### Conversion au christianisme
À partir de 1830, les missionnaires protestants méthodistes (wesleyiens) convertissent les principales îles des Tonga. Quelques années plus tard, ils décident de convertir les Niuas. En juillet 1832, Niuatoputapu reçoit la visite du révérend William Cross et en 1834, un missionnaire tongien arrive sur l'île. La population accepte très rapidement cette nouvelle religion et bientôt le chef Ngongo se convertit au christianisme.

### Période moderne
Au cours du XIXe siècle, un groupe de naufragés partis de Rurutu (dans l'archipel des Australes) arrive à Niuatoputapu, après avoir dérivé sur plus de 2 400 km. D'autres voyages interinsulaires étaient plus fréquents entre les différentes îles des Niuas ainsi que vers le reste des Tonga et 'Uvea.
En 1918, l'épidémie de grippe espagnole arrive aux Tonga et frappe Niuatoputapu, provoquant de nombreuses victimes et entraînant l'évacuation de plusieurs villages.
En 1934, la reine tongienne Salote accepte de laisser le titre de Mā‘atu vacant.

#### Tsunami de 2009

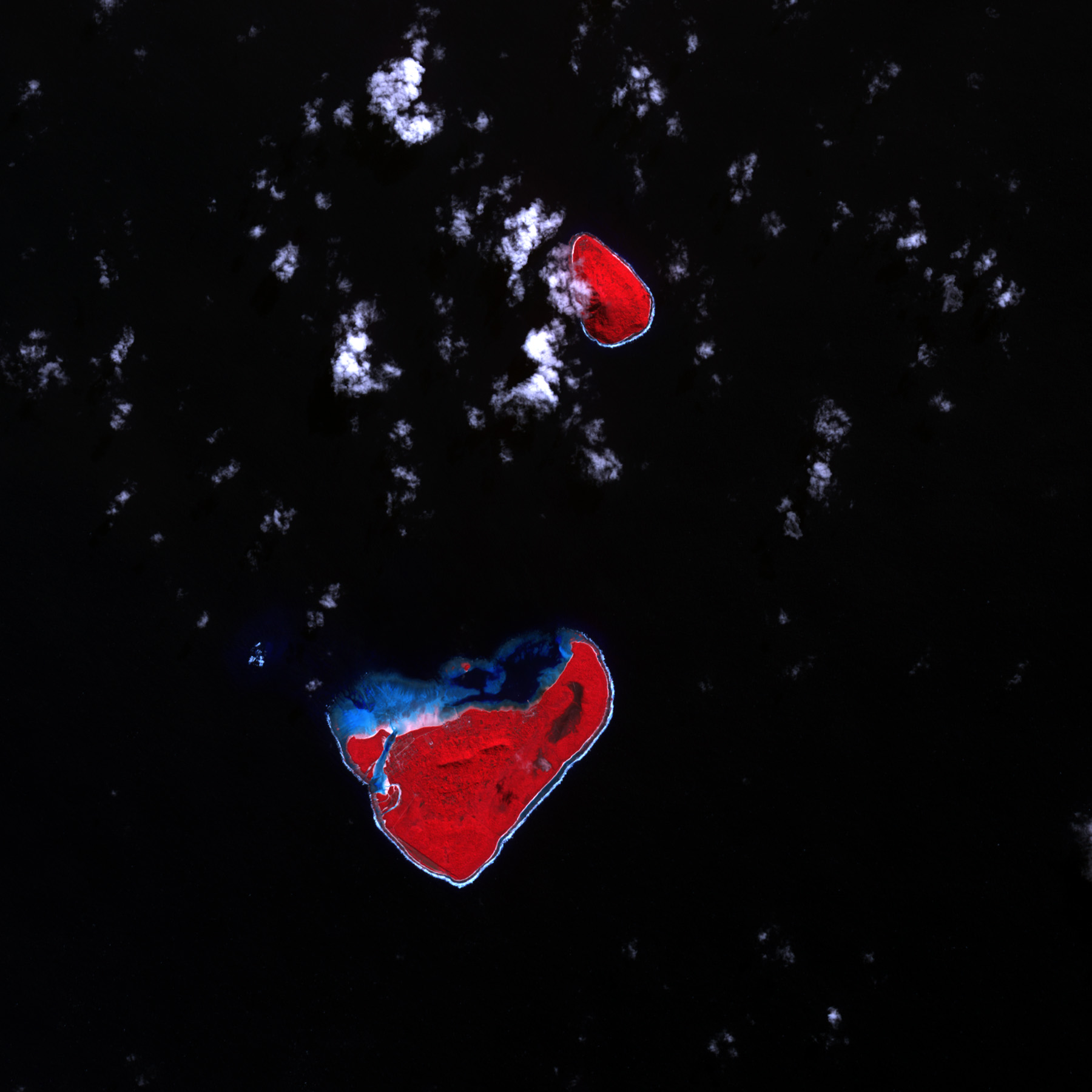
Niuatoputapu avant le tsunami de 2009 (en rouge, la végétation). Image de la NASA.

Niuatoputapu a été frappée par tsunami à 6 h 48 min 11 s (heure locale) le 29 septembre 2009 à la suite du séisme qui frappa l’archipel tongien au même moment. Le tsunami, d'une hauteur de 17 mètres, a provoqué de nombreux dégâts, en particulier à Hihifo et Falehau, et causé neuf morts. La topographie de l'île (faible élévation, récifs frangeants au sud) a renforcé les dommages causés par les trois vagues successives qui ont pénétré jusqu'à un kilomètre à l'intérieur des terres. Le village de Vaipoa, un peu plus élevé, a été moins touché. 46% de la surface de l'île a été inondée. Le tsunami a détruit une grande partie de la forêt : les vagues ont déraciné la plupart des arbres de l'île et ont fait disparaître le sol, ne laissant subsister que du sable et du corail. La côte a été érodée par les vagues.

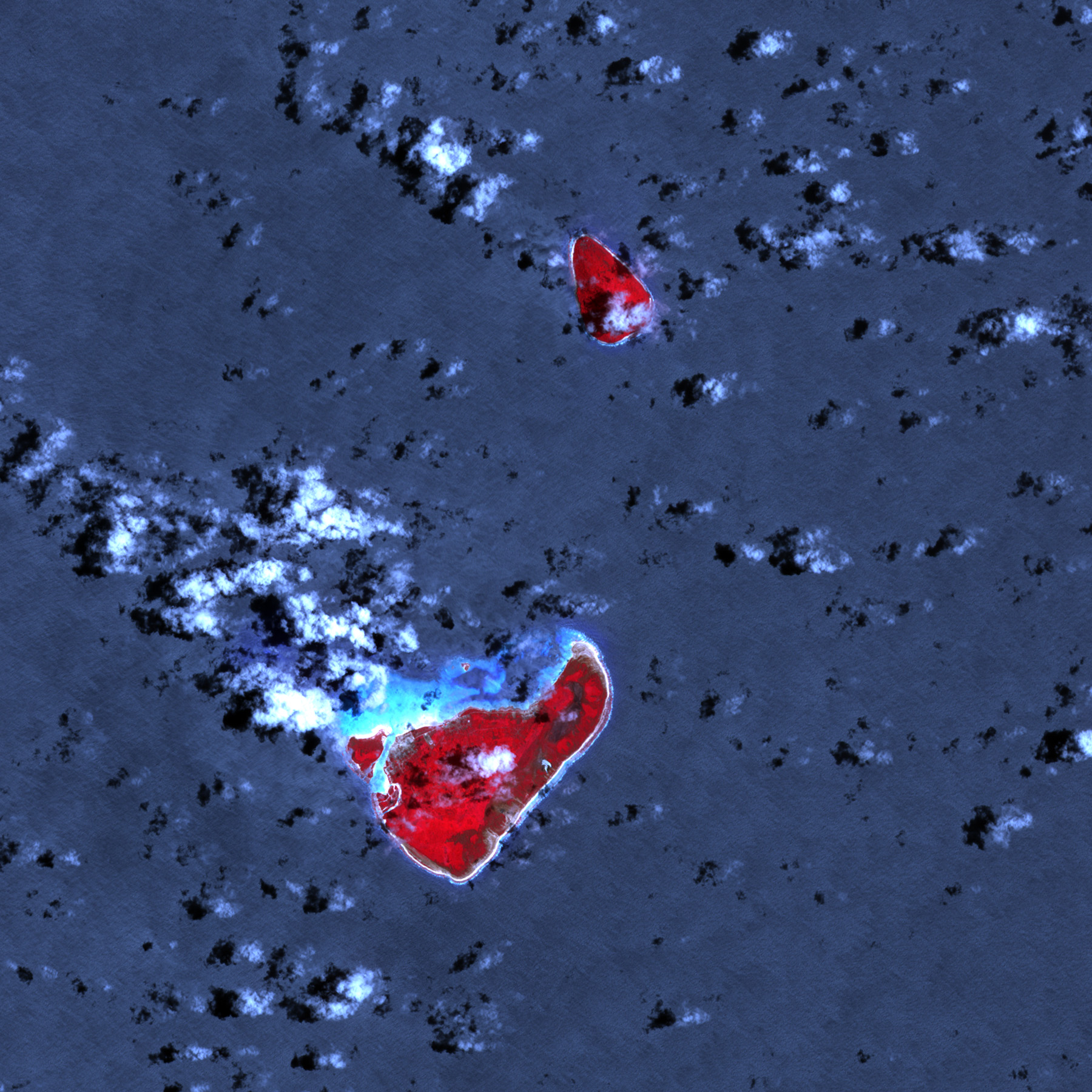
Niuatoputapu après le tsunami (image satellite de la NASA).

La piste d’atterrissage ainsi que le centre de communications ont été endommagés, rendant difficile l'arrivée des secours. Le centre médical a été entièrement détruit ; l'école, le commissariat de police, des églises ainsi que 62% des maisons ont été fortement abimées. À la suite de cette catastrophe, 194 familles se sont retrouvées sans habitation. Les réserves d'eau potable ont également été fortement touchées par le tsunami et de nombreux générateurs diesel utilisés pour fournir l'électricité aux habitants ont été détruits. Les impacts sur la population ont été renforcés par l'absence de préparation des habitants (qui n'ont pas évacué leurs villages préventivement) et l'isolement de Niuatoputapu, rendant difficile l'arrivée des secours.
L'impact économique du tsunami a également été fort, puisque la destruction des pandanus (utilisés pour le tissage) et des bateaux de pêche a privé les habitants de leurs moyens de subsistance.
Le gouvernement tongien, en coopération avec la Nouvelle-Zélande, le Japon et des donateurs privés, a mené un programme de reconstruction de 2010 à 2013, financé en partie par la Banque mondiale. 73 maisons ont été reconstruites plus en hauteur afin de prévenir les dommages d'un futur tsunami, tout en assurant un accès à l'eau potable. Les routes ont été refaites, plusieurs commerces rebâtis. Ces nouvelles constructions anticyclones ont permis à l'île de mieux résister au cyclone Ian en janvier 2014. Cependant, dès 2010, certaines voix se sont élevées pour questionner la lenteur du gouvernement tongien dans la reconstruction des habitations, alors que les habitants vivaient toujours dans des abris temporaires plus de six mois après le tsunami.
En 2016, un projet financé par l'Union Européenne prévoit la reconstruction de l'hôpital de l'île. La même année, un programme du gouvernement japonais permet la reconstruction du système de distribution d'eau potable sur l'île. Au total, une dizaine de projets japonais ont été menés à Niuatoputapu.
D'après une étude de 2011, ce tsunami pourrait être le phénomène le plus violent que l'île ait connu en 400 ans. 

## Population

### Démographie
L'anthropologue Garth Rogers donne les chiffres de la population de Niuatoputapu et Tafahi entre 1840 et 1966 (certaines dates sont des estimations par les missionnaires) :
| 1840 | 1848    | 1900 | 1918 | 1919 | 1921 | 1931 | 1939 | 1956 | 1966 | 2009 | 2016 |
| ---- | ------- | ---- | ---- | ---- | ---- | ---- | ---- | ---- | ---- | ---- | ---- |
| 1000 | 600-700 | 716  | 832  | 732  | 761  | 790  | 836  | 1254 | 1395 | 950  | 739  |

### Communications
Les habitants de l'île ont eu accès à internet pour la première fois en 2008. Le 25 mai 2011, une station de radio locale a été lancée, grâce au soutien de la Communauté du Pacifique.

### Langue
Les habitants parlent le tongien, qui a supplanté au XVIIIe siècle ou XIXe siècle la langue autochtone, le niuatoputapu.

## Galerie

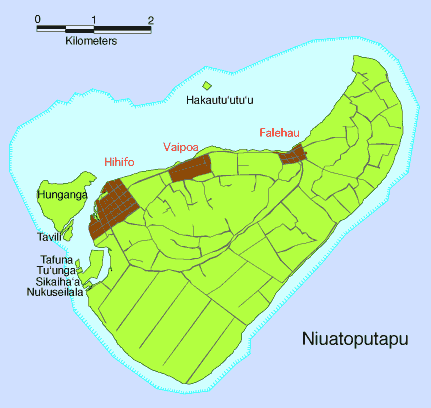
Carte de Niuatoputapu
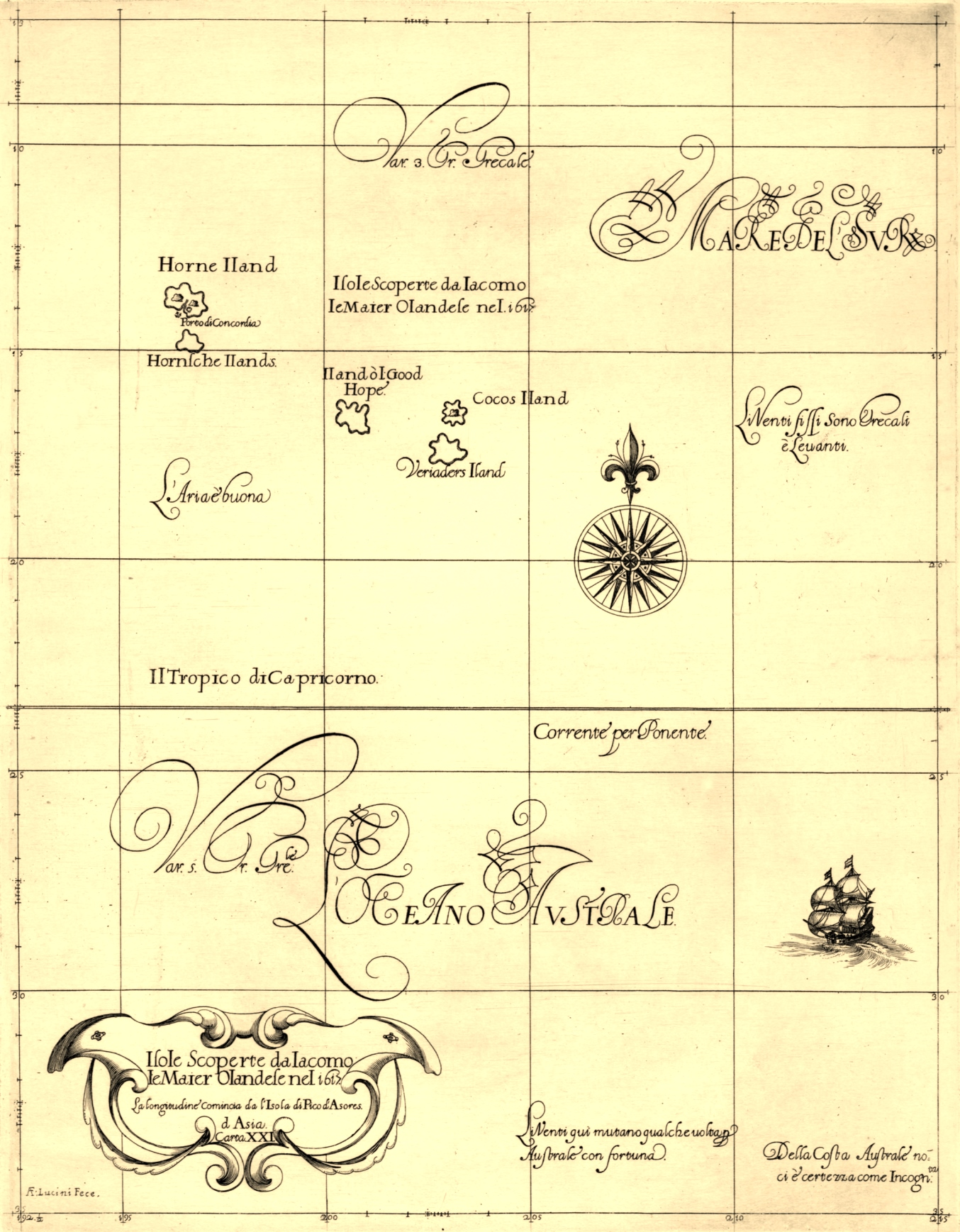
Carte tirée du Dell'Arcano del Mare de Robert Dudley (1646) montrant Niuatoputapu dessinée de manière approximative.
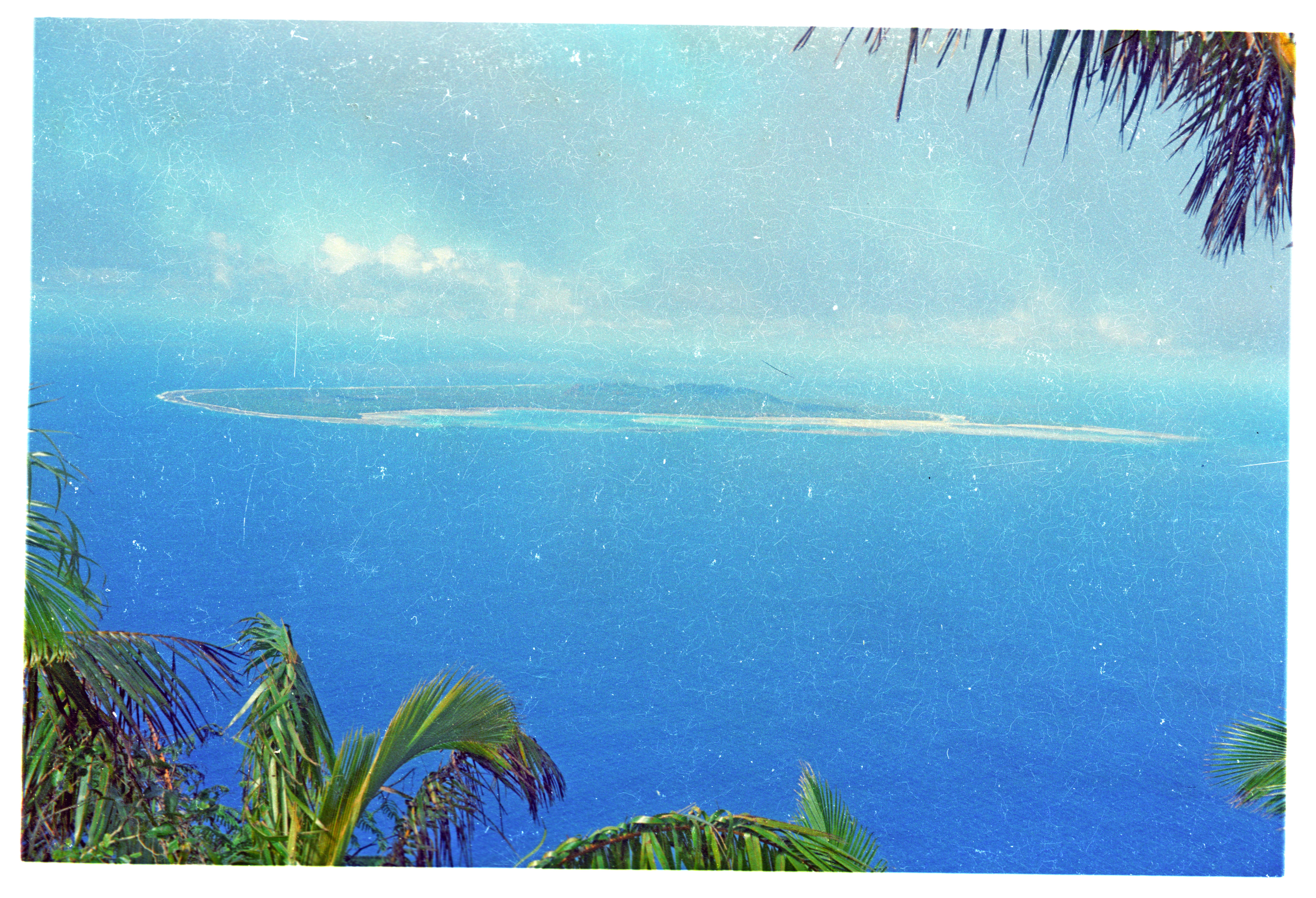
Niuatoputapu vue depuis l'île voisine de Tafahi.
Carte nautique de Niuatoputapu.

## Dans la culture
L'île de Niuatoputapu sert de décor au film The Other Side of Heaven (De l'autre côté du paradis) sorti en 2001 et qui retrace les aventures d'un jeune missionnaire mormon envoyé servir sur l'île.